# Allier
Allier er et fransk departement i regionen Auvergne-Rhône-Alpes cirka midt i Frankrig. Hovedbyen er Moulins. Departementet strækker sig over 130 km fra øst til vest og 90 km fra nord til syd og gennemstrømmes af floden Allier, som løber til Loire-floden. Det højeste punkt i departementet udgøres af det 1.287 meter høje Puy de Montoncels.
Allier er administrativt opdelt i tre arrondissementer, 19 kantoner og 317 kommuner.

## Geografi

### Klima
Klimaet er for 80 % vedkommende oceanisk klima, med lune fugtige vintre og varme somre med en høj luftfugtighed. De sidste 20 % af departementet er påvirket af dets nærhed til bjergområdet Massif Central, der gør, at vintrene er væsentlige koldere med sne og somrene ikke nær så varme. I perioden 1971-2000 har vejrstationen i Vichy registreret den årlige nedbør til 800 mm og det årlige antal solskinstimer til 1.857, til sammenligning er der målt 1.539 i København.
- Bakkelandskab ved Rocher Saint-Vincent.
- Vinterlandskab i Massif Central.
- Floden Allier ved Bressolles.

### Demografi
Befolkningstallet har været støt faldende de seneste 40 år:
| 1975    | 1982    | 1990    | 1999    | 2006    |
| ------- | ------- | ------- | ------- | ------- |
| 378.406 | 369.580 | 357.710 | 344.721 | 341.500 |

## Økonomi

### Erhverv
Op mod 20 % af indbyggerne i departementet er i ansat inden for uddannelse, sundhed og socialhjælp. Derefter følger handel med 13 % og Services aux entreprises som bl.a. andet dækker over post og telekommunikation samt forskning og udvikling.
Landbruget har traditionelt spillet en vigtig rolle, men er ligesom så mange andre steder gået kraftigt
tilbage i det seneste 20 år, således er blot 1,7 % beskæftiget inden for landbruget.